# 서누사틍가라주

서누사틍가라주의 위치

서누사틍가라주(인도네시아어: Provinsi Nusa Tenggara Barat)는 인도네시아의 주 가운데 하나로, 발리섬을 제외한 소순다 열도 서쪽에 위치하고 있다. 주도는 롬복섬에 있는 도시인 마타람이며 인구는 4,496,855명(2010년 기준), 면적은 19,708.79km2이다.
서쪽에 있는 롬복섬과 동쪽에 있는 숨바와섬 두 개의 큰 섬으로 구성되어 있는데 롬복섬에는 사사크인과 소수의 발리인이 거주하고 있으며 숨바와섬에는 숨바와인과 비마인이 거주하고 있다. 이들은 각각 독자적인 언어를 사용한다.

서누사틍가라주의 기
서누사틍가라주의 문장

## 인구
| 연도                              | 인구      | ±%     |
| --------------------------------- | --------- | ------ |
| 1971                              | 2,203,465 | —      |
| 1980                              | 2,724,664 | +23.7% |
| 1990                              | 3,369,649 | +23.7% |
| 1995                              | 3,645,713 | +8.2%  |
| 2000                              | 4,009,261 | +10.0% |
| 2005                              | 4,184,411 | +4.4%  |
| 2010                              | 4,500,212 | +7.5%  |
| 2015                              | 4,830,118 | +7.3%  |
| 2020                              | 5,320,092 | +10.1% |
| Source: Statistics Indonesia 2019 |           |        |